# Dani Bolina
Daniele dos Santos, mais conhecida como Dani Bolina (Porto Alegre, 10 de fevereiro de 1984), é uma modelo e repórter brasileira. Ficou conhecida por sua atuação como Panicat no programa Pânico na TV.

## Carreira
Estreou no programa humorístico Pânico na TV em 2005. Começou a ganhar mais espaço quando passou a fazer entrevistas e apresentar um quadro fixo, Pânico Delivery, ao lado de Marcos Chiesa. Foi a principal responsável pela "pegadinha" que causou uma grave lesão no ombro de Bolinha. Deixou o programa em agosto de 2011 para participar da quarta temporada de A Fazenda, substituindo a participante Duda Yankovich, que acabou sendo expulsa após agressão. Foi eliminada da atração no dia 25 de agosto, com apenas duas semanas de confinamento.
Em outubro de 2011, logo após sair de A Fazenda, foi convidada por Ana Hickman para ser repórter do Tudo é Possível. Sua participação durou até o término do programa no final de 2012, e em seguida foi dispensada pela emissora.
Em março de 2014, estreou no quadro "Elas Querem Saber" do Programa Raul Gil do SBT, ao lado de Val Marchiori, Thammy Miranda e Penélope Nova, onde ficou até 2015.
Ainda nos mesmos anos, voltou a fazer participações esporádicas nos quadros do Programa Pânico, agora na Band, em especial no Fazendinha Maldita, onde foi uma jurada que avaliava as novas Panicats. Suas participações no programa perdurariam em 2016. Em 2017, voltou a ser uma das cotadas a retornar ao elenco do Pânico através da hashtag #VoltaDaniBolina após sua vitória contra uma campeã de muay thai no quadro "Panicats Fight" e pelo descontentamento do público do programa com o elenco atual de Panicats.
Em 2015, começou a treinar jiu-jitsu por hobby. Foi treinada pelo campeão mundial de jiu-jítsu Leandro Lo, com quem namorou. Em junho de 2017, lutou seu primeiro Mundial IBJJF.

## Vida pessoal
Casou-se com o modelo internacional Mateus Verdelho em 18 de dezembro de 2010. Se separaram em fevereiro de 2013.
Dani anunciou a gravidez de seu primeiro filho no dia 8 de setembro de 2021. Em 30 de março de 2022, nasceu a menina Luna, em Miami.

## Filmografia

### Televisão
| Ano     | Título            | Cargo                     | Nota                                                  |
| ------- | ----------------- | ------------------------- | ----------------------------------------------------- |
| 2005–11 | Pânico na TV      | Assistente de palco       | Panicat                                               |
| 2011    | A Fazenda         | Participante (11.º lugar) | Temporada 4                                           |
| 2011–12 | Tudo É Possível   | Repórter                  |                                                       |
| 2014–15 | Programa Raul Gil | Colunista                 | Quadro: "Elas Querem Saber"                           |
| 2017    | Pânico na Band    | Participante              | Quadro: "Panicats Fight" Quadro: "Largagas e Peladas" |

### Videoclipes
| Ano  | Título                | Artista           |
| ---- | --------------------- | ----------------- |
| 2010 | "Alaíde"              | Forró Pegado      |
| 2012 | "Audi ou RR"          | MC Léo da Baixada |
| 2013 | "Minha Rainha"        | Tihuana           |
| 2013 | "Santinha do Pau Oco" | Grupo do Bola     |
| 2014 | "Vai Vendo"           | Lucas Lucco       |